# Neoxyphinus cantareira
Neoxyphinus cantareira – gatunek pająków z rodziny Oonopidae.

## Taksonomia
Gatunek ten opisany został po raz pierwszy w 2017 roku przez Níthomasa M. Feitosę i Gustavo Ruiza na łamach „Zootaxa”. Jako lokalizację typową wskazano Parque Estadual Cantareira w Pedra Grande w brazylijskim stanie São Paulo. Epitet gatunkowy pochodzi od imienia wołu z lokalnej legendy ludowej.

## Morfologia
Holotypowy samiec ma 2,2 mm długości ciała. Karapaks jest jajowaty w zarysie, o ziarenkowanej powierzchni, lekko wyniesionej części głowowej, pozbawiony ząbkowania na krawędziach bocznych i powiększonych kieszonek szczecinkowych w tyle. Jego ubarwienie jest pomarańczowobrązowe. Wysoki nadustek ma prostą w widoku przednim, lekko obrzeżoną krawędź. Kolor szczękoczułków, szczęki i wargi dolnej jest pomarańczowobrązowy. Również pomarańczowobrązowe, tak długie jak szerokie sternum ma powierzchnię pomarszczoną, pozbawioną dołków. Odnóża są bladopomarańczowe. Opistosoma (odwłok) ma pomarańczowobrązowe, siateczkowane, w przedniej części pozbawione ząbków skutum grzbietowe oraz pomarańczowobrązowe skutum epigastryczne i postepigastryczne.
Nogogłaszczki samca są w całości żółte, wyposażone w ciemny embolus pozbawiony listewek. 

## Rozprzestrzenienie
Pająk neotropikalny, endemiczny dla Brazylii, znany ze stanu São Paulo. 